# Borneofluitlijster
De borneofluitlijster (Myophonus borneensis) is een endemische vogelsoort van Borneo uit het geslacht Myophonus en de familie vliegenvangers (Muscicapidae).

## Kenmerken
De borneofluitlijster is een egaal gekleurde soort lijster, zo groot als een merel, van 25 cm lengte. Het mannetje is glanzend donkerblauw tot bijna zwart, het vrouwtje is egaal bruin gekleurd. Onvolwassen vogels hebben verticale strepen op de borst. Deze lijster heeft de gewoonte om de staart voortdurend als een waaier te spreiden en weer in te klappen.

## Verspreiding en leefgebied
Het verspreidingsgebied van de borneofluitlijster is zeer verbrokkeld. De vogel komt vooral voor in het grensgebied tussen Oost-Kalimantan met Sarawak en Sabah. Veel populaties komen voor in montaan regenwoud en dan meestal in rotsig terrein in de buurt van bergbeken. In het nationale park Gunung Kinabalu komt de vogel voor tot op 3100 m boven de zeespiegel. Daarnaast zijn er kleine populaties in de buurt van grotten die in Sarawak bijna op zeeniveau liggen.

## Status
Hoewel plaatselijk nog algemeen is het leefgebied zeer gefragmenteerd en wordt het door ontbossingen bedreigd. De grootte van de populatie is niet gekwantificeerd, maar gaat in aantal achteruit. Echter, het tempo ligt onder de 30% in tien jaar (minder dan 3,5% per jaar). Om deze reden staat deze fluitlijster als niet bedreigd op de Rode Lijst van de IUCN.